# Joe Cornish
Joseph Murray Cornish (20 de diciembre de 1968) es un director de cine inglés, además de presentador de televisión y radio. Junto a Adam Buxton forma el dúo cómico Adam y Joe. En 2011 debutó como director de cine con Attack the Block. Ha coescrito Las Aventuras de Tintin: El Secreto del Unicornio, con Steven Moffat y Edgar Wright, y Ant-Man, con Wright, Adam McKay y Paul Rudd.

## Estudios
Cornish estudió en la Escuela de Westminster en Londres central, donde  se hizo amigo de Adam Buxton y Louis Theroux. A los 18 años fue a estudiar en la Escuela de Cine de Bournemouth.

## Adam y Joe
El Show de Adam y Joe fue una serie de culto durante sus cuatro temporadas entre 1996 y 2001. El show hacía parodias de películas de cine famosas utilizando juguetes y visitaba casas de famosos para mostrar sus colecciones de discos.
En 2007, él y Buxton empezaron a presentar Adam y Joe, un espectáculo radiofónico de la BBC 6 Música. 

## Director
Cornish dirigió algunos documentales y extras para DVD, entre ellos algunos para la serie Gran Bretaña Pequeña 2 DVD,para los extras de la película Shaun of the Dead (donde él actúa como uno de los zombis) y en el diario de rodaje de Hot Fuzz.

### Attack the Block
Attack the Block (2011) fue su ópera prima como director de cine. La cinta fue producida entre otros por su  amigo y colaborador, Edgar Wright. La película es una comedia de acción y ciencia ficción que narra la lucha de una banda juvenil contra unos alienígenas que invaden su bloque de apartamentos. La película inicialmente no iba a ser distribuida en EE. UU., pero después de la reacción de la prensa y la premier en el SXSW, los derechos de EE. UU. fueron adquiridos por Screen Gems.

### The Kid Who Would Be King
Su segunda película fue la aventura fantástica The Kid Who Would Be King, protagonizada por Louis Ashbourne Serkis, Patrick Stewart y Rebecca Ferguson, fue estrenada el 25 de enero de 2019.

### Proyectos futuros
Se rumorea que podría dirigir una adaptación de la novela Snow Crash de Neal Stephenson.